# جان إيف روي
جان إيف روي هو سياسي كندي، ولد في 21 يوليو 1949 في كندا. حزبياً، نشط في الكتلة الكيبيكية. وقد انتخب عضو مجلس العموم الكندي.